# 天华镇
天华镇，是中华人民共和国安徽省安庆市太湖县下辖的一个乡镇级行政单位。

## 行政区划
天华镇下辖以下地区：
涧水村、天华村、平岭村、辛冲村、合铺村、黄苗村、西冲村、朱河村、马庙村、大山村、锦鸡村、黄镇村、李杜村和横路村。

## 特产
天华谷尖：中国地理标志产品。也称(南阳谷尖。